# Serhij Majdukow
Serhij Majdukow (ukrainisch Сергій Майдуков; geboren 1980 in Donezk) ist ein ukrainischer Illustrator, der für führende Medien weltweit arbeitet, darunter The New Yorker und The Guardian. Seit Kriegsbeginn gestaltet er eine wöchentliche Kolumne für das Zeitmagazin.

## Leben, Werk
Majdukow ist in Donezk aufgewachsen und studierte dort Wirtschaft und Handel. Seit 2006 lebt er in Kiew, wo er als IT- und UX-Designer arbeitete und Zeichnen studierte. Seit 2011 arbeitet er als Illustrator, überwiegend für englischsprachige Zeitungen und Zeitschriften wie The New Yorker, The Guardian, Wall Street Journal, Financial Times, The New York Times, The Architectural Review und The Village Voice. Er übernahm auch Werbeaufträge von Firmen wie Adobe, McDonald’s, Maersk, Brussels Airlines oder von der British Royal Dance Academy. Von 2015 bis 2022 hielt er regelmäßig Workshops ab, die sich verschiedenen ukrainischen Städten widmeten – Odessa, Lwiw, Iwano-Frankiwsk und Kiew. Im Jahr 2017 verfasste er ein Google Doodle zur Feier des Jahrestags der Unabhängigkeit der Ukraine. 2021 ist sein Buch über Kiew erschienen.
Den Vorkriegsalltag in Kiew zeichnete er für das US-amerikanische Magazin The New Yorker. Am 23. Februar 2022, einen Tag vor dem russischen Überfall , stellte er sein erstes Wandgemälde fertig, in einer ehemaligen Fabrik, vier mal fünf Meter groß, im Auftrag eines internationalen Weinfestivals, welches dann nicht stattfand. Das Gemälde zeigt eine Gruppe von Frauen in kämpferischer Haltung. Kurz nach der russischen Invasion begann er, im Zeitmagazin aus seinem Heimatland zu berichten. Viele seiner Illustrationen zeigen militärische Fahrzeuge, Panzer, Autos. Er führt das auch auf seine Faszination von Militärtechnik in seiner Kindheit zurück und wählt bewusst „starke Symbole, um zu zeigen: Die Lage ist ernst, wir befinden uns mitten im Krieg.“
Er arbeitete als Fixer für ausländische Journalisten und reist regelmäßig an die Front. Als freiwilliger Helfer besuchte er Irpin und Butscha kurz nach der Befreiung, die Stadt und den Oblast Charkiw während der Belagerung im Sommer 2022, Bachmut und die Frontlinie Ende September, Izium und weitere Orte. Er dokumentiert das Wasserkraftwerk DniproHES am Dnepr und gestaltete für die Latvijas Banka, die Zentralbank Lettlands, eine Münze zum ukrainischen Freiheitskampf. Er bereitet ein Buch über den Krieg vor. (Stand: Februar 2023) Er verweigerte die Teilnahme an der Verleihung des Erich-Maria-Remarque-Friedenspreises, weil er nicht gemeinsam mit der russischen Schriftstellerin Ljudmila Ulitzkaja auf derselben Bühne stehen wollte. Seine Begründung für diesen Schritt lautete: „„Im Moment habe ich genug russische Präsenz in meinem Leben“.“
Er war verheiratet und hat eine Tochter. Ex-Frau und Tochter leben in Frankreich.

## Zitat
„Und ich nutze jede Gelegenheit zu reisen, einerseits für die Kolumne, andererseits für mein Land. Ich will den Ukrainerinnen und Ukrainern mit meinen Bildern erzählen, dass ihre Heimat am Leben ist.“

## Ausstellungen, Sammlungen
Majdukows Werke waren in Kiew, Berlin, Hong Kong und Paris ausgestellt. Zwei Arbeiten sind in Dauerausstellungen zweier staatlicher ukrainischer Kunstmuseen zu sehen. 